# Fortune Cookie (single)
"Fortune Cookie" is een nummer van de Belgische zangeres Emma Bale en de Belgische zanger Milow.

## Hitnoteringen

### Ultratop 50 Singles (Vlaanderen)
| Hitnotering: 28-11-2015 t/m 16-04-2016 | Hitnotering: 28-11-2015 t/m 16-04-2016 | Hitnotering: 28-11-2015 t/m 16-04-2016 | Hitnotering: 28-11-2015 t/m 16-04-2016 | Hitnotering: 28-11-2015 t/m 16-04-2016 | Hitnotering: 28-11-2015 t/m 16-04-2016 | Hitnotering: 28-11-2015 t/m 16-04-2016 | Hitnotering: 28-11-2015 t/m 16-04-2016 | Hitnotering: 28-11-2015 t/m 16-04-2016 | Hitnotering: 28-11-2015 t/m 16-04-2016 | Hitnotering: 28-11-2015 t/m 16-04-2016 | Hitnotering: 28-11-2015 t/m 16-04-2016 | Hitnotering: 28-11-2015 t/m 16-04-2016 | Hitnotering: 28-11-2015 t/m 16-04-2016 | Hitnotering: 28-11-2015 t/m 16-04-2016 | Hitnotering: 28-11-2015 t/m 16-04-2016 | Hitnotering: 28-11-2015 t/m 16-04-2016 | Hitnotering: 28-11-2015 t/m 16-04-2016 | Hitnotering: 28-11-2015 t/m 16-04-2016 | Hitnotering: 28-11-2015 t/m 16-04-2016 | Hitnotering: 28-11-2015 t/m 16-04-2016 | Hitnotering: 28-11-2015 t/m 16-04-2016 | Hitnotering: 28-11-2015 t/m 16-04-2016 |
| Week:                                  | 1                                      | 2                                      | 3                                      | 4                                      | 5                                      | 6                                      | 7                                      | 8                                      | 9                                      | 10                                     | 11                                     | 12                                     | 13                                     | 14                                     | 15                                     | 16                                     | 17                                     | 18                                     | 19                                     | 20                                     | 21                                     |                                        |
| -------------------------------------- | -------------------------------------- | -------------------------------------- | -------------------------------------- | -------------------------------------- | -------------------------------------- | -------------------------------------- | -------------------------------------- | -------------------------------------- | -------------------------------------- | -------------------------------------- | -------------------------------------- | -------------------------------------- | -------------------------------------- | -------------------------------------- | -------------------------------------- | -------------------------------------- | -------------------------------------- | -------------------------------------- | -------------------------------------- | -------------------------------------- | -------------------------------------- | -------------------------------------- |
| Positie:                               | 49                                     | 19                                     | 7                                      | 9                                      | 13                                     | 13                                     | 9                                      | 2                                      | 1                                      | 3                                      | 2                                      | 2                                      | 4                                      | 8                                      | 10                                     | 16                                     | 18                                     | 21                                     | 17                                     | 21                                     | 42                                     |                                        |